# Arbetsgivarverket
Arbetsgivarverket är en svensk statlig förvaltningsmyndighet, som sorterar under Finansdepartementet och ansvarar för statliga arbetsgivarfrågor. Myndigheten ansvarar för att som arbetsgivarorganisation utveckla och samordna den statliga arbetsgivarpolitiken. Myndigheten ska utföra förhandlingsarbete för statliga myndigheter samt företräda dem i arbetstvister.
Arbetsgivarverket är central förhandlingspart på det statliga avtalsområdet och sluter kollektivavtal med de anställdas företrädare. Ungefär 270 000 anställda omfattas av de statliga avtalen.

## Historik
I mitten av 1960-talet bildades Statens avtalsverk. År 1979 bytte myndigheten namn till Statens arbetsgivarverk. 1994 ombildades Statens arbetsgivarverk till Arbetsgivarverket, som organiserades som en förvaltningsmyndighet och en medlemsorganisation.

## Organisation
Arbetsgivarverket har cirka 250 medlemmar (2020). Myndigheten leds av ett arbetsgivarkollegium. Vidare finns en styrelse, som svarar för verksamheten i enlighet med arbetsgivarkollegiets beslut.

## Arbetsgivarverkets författningssamling
Arbetsgivarverket har utgivit föreskrifter som samlats i verkets författningssamling, AGVFS.

## Generaldirektörer och chefer
- 1965–1971: Ingmar Wetterblad
- 1971–1983: Karl-Lennart Uggla
- 1983–1991: Birger Bäckström
- 1991–1996: Ulf Göransson
- 1996–2006: Birgitta Isaksson Pérez
- 2006–2012: Göran Ekström
- 2012–2015: Ulf Bengtsson
- 2015–2019: Eva Liedström Adler
- 2019–2022: Gunnar Holmgren
- 2022- Christina Gellerbrant Hagberg